# Calomyscus urartensis
Calomyscus urartensis is een zoogdier uit de familie van de muishamsters (Calomyscidae). De wetenschappelijke naam van de soort werd voor het eerst geldig gepubliceerd door Vorontsov & Kartavseva in 1979.